# Richard Kowalewski
Richard Wayne Kowalewski Jr. (ur. 31 marca 1973 w Waynesburgu, Hrabstwo Greene (Pensylwania), zm. 3 października 1993 w Mogadiszu) – amerykański żołnierz polskiego pochodzenia służący w stopniu starszego szeregowego w kompanii B z 3. batalionu elitarnego 75 Pułku Rangersów. Poległ w trakcie misji UNOSOM II podczas bitwy w Mogadiszu. Odznaczony Brązową Gwiazdą oraz Purpurowym Sercem. Ze względu na trudne do wymówienia nazwisko, koledzy z armii nadali mu przezwisko „Alphabet”.

## Życiorys

### Młodość
Urodził się w Waynesburgu (Hrabstwo Greene) 31 marca 1973 roku, a kiedy miał 4–5 lat mieszkał w Crucible (Hrabstwo Greene). Przeniósł się z rodziną do Ohio, następnie mieszkał z matką w Teksasie, po czym wrócił do Crucible, gdzie mieszkał z dziadkami. Dwa dni po ukończeniu liceum zaciągnął się do armii – było to 1 czerwca 1992 roku. W czasach szkolnych czytał twórczość Szekspira, a także grał w szachy. Władał językiem niemieckim. Jego dziewczyną była Donna Yarish.

### Misja w Somalii
Kowalewski wraz z 75 Pułkiem Rangersów został wysłany na misje ONZ UNOSOM II, która miała za zadanie stabilizację ogarniętej w wojnie domowej Somalię. Celem wojsk USA było ujęcie dwóch najważniejszych doradców łamiącego warunki zawieszenia broni generała Mohameda Farraha Aidida. Kowalewski opuścił kraj 4 lipca 1993 roku i w tym samym miesiącu stacjonował już w bazie ONZ na terytorium Somalii. Ostatecznie próba schwytania ich napotkała opór ze strony gangu Aidida. Tym samym szybka operacja przerodziła się w regularną bitwę. Historia bitwy została opisana w filmie Ridleya Scotta „Helikopter w ogniu”.
Stacjonując już w bazie ONZ w Somalii, Richard Kowalewski wysyłał listy do Donny Yarish. Fragment listu z 11 sierpnia 1993 roku zawiera następującą treść:

Kocham swój kraj i cieszę się, że go reprezentuje. Jestem w sytuacji, w której być może będę musiał oddać życie. Moja postawa nie różni się od stanowiska każdego innego Amerykanina, który byłby gotów do poświęcenia się za to, w co wierzy. To państwo ma najwspanialszy naród na ziemi – kocham go. [...]

Każdego dnia Yarish otrzymywała od swojego wybranka nowe listy.
20 sierpnia 1993 roku:

Budziłem się przez całą noc. Śpię w kącie naszego namiotu. Przez całą noc wpatrywałem się w gwiazdy. Jest w życiu człowieka kilka takich momentów, które sprawiają, że naprawdę myślisz, myślisz, że już na ciebie czas.

26 września 1993 roku, siedem dni przed swoją śmiercią pisał:

Wczoraj był prawdopodobnie najzimniejszy, najcięższy i najsmutniejszy dzień w moim życiu. Stałem na baczność i salutowałem, gdy trzech amerykańskich żołnierzy zostało przywiezionych, w trumnach z nakrytymi flagami. Piątkowy wieczór. Stałem i patrzyłem, a łzy zaczęły zbierać się w moich oczach i oczach moich kolegów. Wszyscy znaleźliśmy miejsce naszych sercach dla tych odważnych ludzi, którzy oddali swoje życie za Boga, kraj i swoich amerykańskich braci i siostry, wierząc, że to, co robili, było słuszne. Moje serce kieruje się nie tylko do tych mężczyzn, którzy złożyli największą ofiarę ze wszystkich, ale także do ich żon, dzieci i bliskich. Współczuję im najbardziej. Wojna jest bardzo smutna i w pewien sposób zabija nas wszystkich. Nie mogę przestać myśleć, że być może to ja będę w jednej z tych trumien.

### Bitwa i śmierć
Misja ujęcia współpracowników generała Aidida rozpoczęła się o 14:49, 3 października 1993 roku. Wokoło budynku, gdzie znajdowały się cele, zrzucono 50 komandosów z helikopterów Little Bird. Komandosi oczyścili budynek i pojmali współpracowników generała. Około godziny 15:40 4 oddziały Rangersów desantowały się ze śmigłowców Black Hawk na linach z wysokości około 20 metrów w celu zabezpieczenia obszarów w ogół budynku. Jednakże o 15:42 podczas zjazdu jeden Ranger (szeregowy Todd Blackburn) z niewyjaśnionych przyczyn wypadł z helikoptera na ulicę. Aby ratować rannego Blackburna, na miejsce wypadku wysłano konwój dowodzony przez sierżanta Strueckera składający się z 3 samochodów Humvee. Wkrótce Dominick Pill, jeden z żołnierzy konwoju został zastrzelony przez somalijską milicję.
Później somalijscy gangsterzy zestrzelili pierwszy amerykański Black Hawk. Wkrótce potem zestrzelono także drugi helikopter. Aby uratować załogę, Richard Kowalewski został wysłany w drugim konwoju ratunkowym ppłk. McKnighta. Kowalewski zginął od pocisku RPG, który urwał mu lewe ramię i wbił się w okolice piersi. Pocisk nie wybuchł, przez co konwój mógł jechać dalej.
Został pochowany na cmentarzu Arlington.